# Josef Píša
Josef Píša (* 4. prosince 1936, Praha) je bývalý český fotbalista a reprezentant Československa. V roce 1956 hrál 2. ligu za RH Brno, v této sezoně vsítil 8 branek. V nejvyšší soutěži hrával za RH Brno (1957/58: 9 startů / 1 branka, podzim 1958: 8 / 1), Spartak Ústí nad Labem (jaro 1959), dále Spartak Stalingrad/ČKD Praha, odkud roku 1965 přestoupil do Slavie. V lize nastoupil ve 160 utkáních a dal 65 gólů. Byl členem reprezentačního mužstva, které vybojovalo stříbrné olympijské medaile na hrách v Tokiu. Býval typem důrazného koncového hráče s vynikající bojovností a houževnatostí ve hře a tvrdostí při střelbě.